# Apparatsjik
Apparatsjik (Russisch: аппаратчик) is een Russische term uit het alledaagse spraakgebruik voor een fulltime professionele functionaris van de Communistische Partij of de overheid, oftewel een agent van het regerings- of partij-apparaat die iedere mogelijke positie van bureaucratische en politieke verantwoordelijkheid – misschien met uitzondering van de hogere rangen van het overheidsmanagement, de zogeheten nomenklatoera – kon innemen.
Leden van het "Apparaat" worden vaak verschoven tussen verschillende verantwoordelijkheidsgebieden, doorgaans met weinig of geen feitelijke opleiding voor hun nieuwe verantwoordelijkheid. Zo was de term apparatsjik – "agent van het apparaat" – meestal nog de best mogelijke benaming van het beroep en de (meestal nogal onduidelijke) bezigheden van de personen in kwestie.
Het begrip werd meestal geassocieerd met een bepaalde mentaliteit, houding en verschijningsvorm van de betrokken functionaris. Het werd eveneens door relatieve, niet tot deze maatschappelijke bestuurderskaste behorende, buitenstaanders gebruikt, maar dan meestal in een negatieve of geringschattende connotatie.
Later heeft het begrip in andere contexten dan die van de voormalige Sovjet-Unie ingang weten te vinden. Zo wordt het bijvoorbeeld gebruikt om mensen die bureaucratische knelpunten in normaliter efficiënte organisaties veroorzaken aan te duiden (een paarse krokodil). Tevens wordt het gebruikt voor personen die meer op basis van hun ideologische of politieke loyaliteit dan vanwege hun persoonlijke competenties tot lid van een regering zijn benoemd.